# Meseret Defar
Meseret Defar (Adís Abeba, 19 de noviembre de 1983) es una atleta etíope especialista en pruebas de fondo.
Fue dos veces campeona olímpica de los 5000 metros en los Juegos Olímpicos de Atenas 2004 y en Londres 2012, además de una medalla de bronce en Pekín 2008.
También fue campeona del mundo al aire libre de 5000 metros en dos ocasiones (Osaka 2007 y Moscú 2013) y cuatro veces campeona en pista cubierta de 3000 metros (2004, 2006, 2008 y 2010). Al aire libre ha conseguido también una medalla de plata y dos de bronce en los campeonatos del mundo de 2005, 2009 y 2011. Y en pista cubierta dos platas en 2012 y 2016 y un bronce en 2003.
El 3 de junio de 2006 batió en Nueva York el récord mundial de los 5000 metros con 14:24,53, mejorando en 15 centésimas el anterior récord de la turca Elvan Abeylegesse. Posteriormente fue superado.
El 3 de febrero de 2007 batió en Stuttgart el récord mundial de los 3000 metros en pista cubierta con 8:23,72 y el 18 de febrero de 2009 batió en Estocolmo el récord mundial de los 5000 metros en pista cubierta con 14:24,37. Posteriormente fueron superados sus dos récords.

## Marcas personales
- Marca 1.500 metros - 4:02,00 (Nueva York 12-06-2010)
- Marca 2.000 metros - 5:45,62 (Eugene 08-06-2008)
- Marca 2.000 metros indoor - 5:34,74 (Stuttgart 04-02-2006)
- Marca 3.000 metros - 8:24,51 (Bruselas 14-09-2007)
- Marca 3.000 metros indoor - 8:23,72 (Stuttgart 03-02-2007)
- Marca 2 millas - 8:58,58 (Bruselas 14-09-2007)
- Marca 2 millas indoor - 9:06,26 (Praga 26-02-2009)
- Marca 5.000 metros - 14:12,88 (Estocolmo 22-07-2008)
- Marca 5.000 metros indoor - 14:24,37 (Estocolmo 18-02-2009)
- Marca 10.000 metros - 29:59,20 (Birmingham 11-07-2009)
- Marca 5 km en ruta - 15:01 (Carlsbad 01-04-2007)
- Marca 10 km en ruta - 32:08 (San Juan 25-02-2007)
- Marca medio maratón - 1:07:25 (Nueva Orleans 24-02-2013)

## Palmarés
- Mundiales indoor Birmingham 2003 - 3.ª en 3000 metros (8:42,58)
- Mundiales indoor Budapest 2004 - 1.ª en 3000 metros (9:11,22)
- Juegos Olímpicos Atenas 2004 - 1.ª en 5000 metros (14:45,65)
- Mundiales Helsinki 2005 - 2.ª en 5000 metros (14:39,54)
- Mundiales indoor Moscú 2006 - 1.ª en 3000 metros (8:38,80)
- Mundiales Osaka 2007 - 1.ª en 5000 metros (14:57,91)
- Mundiales indoor Valencia 2008 - 1.ª en 3000 metros (8:38,79)
- Juego Olímpicos Pekín 2008 - 3.ª en 5000 metros (15:44,12)
- Mundiales Berlín 2009 - 3.ª en 5000 metros (14:58,41)
- Mundiales indoor Doha 2010 - 1.ª en 3000 metros (8:51,17)
- Mundiales Daegu 2011 - 3.ª en 5000 metros (14:56,94)
- Mundiales indoor Estambul 2012 - 2.ª en 3000 metros (8:38,26)
- Juego Olímpicos Londres 2012 - 1.ª en 5000 metros (15:04,25)
- Mundiales Moscú 2013 - 1.ª en 5000 metros (14:50,19)
- Mundiales indoor Portland 2016 - 2.ª en 3000 metros (8:54,26)